# Arbetarolympiaden
Arbetarolympiaden var ett internationellt sportevenemang som anordnades av Sozialistische Arbeiter Sport Internationale (SASI). Spelen var ett socialistiskt alternativ till de "borgerliga" Olympiska spelen. Sex olympiader hölls mellan 1925 och 1937. Spelen ställdes in 1943 på grund av andra världskriget.
De deltagande idrottarna kom från olika arbetarsportföreningar. De största spelen var i Wien 1931 där mer än 3 000 idrottare deltog. De var större än Olympiska spelen 1932, både när det gäller antal deltagare och publikens storlek.

## Sommarspelen
| Årgång | Stad och land     | Deltagande länder |
| 1925   | Frankfurt am Main | 11                |
| 1931   | Wien              | 26                |
| 1937   | Antwerpen         | 15                |
| 1943   | Helsingfors       | inställt          |

## Vinterspelen
| Årgång | Stad och land | Deltagande länder |
| 1925   | Schreiberhau  | 4                 |
| 1931   | Mürzzuschlag  | 7                 |
| 1937   | Janské Lázně  | 7                 |

## Kända vinnare
- Väinö Leskinen – 200 och 400 meters bröstsim (1937)
- Eino Purje – 800, 1500 och 3000 meters lopp (1925)
- Werner Seelenbinder – Grekisk-romersk stil brottning (1925)
- Spartak Moskva – fotboll (1937)